# 小鷹鵰
小鹰雕（學名：Nisaetus nanus）是一種猛禽。牠們分佈於汶萊、印尼、馬來西亞、緬甸和泰國，一般棲息於亞熱帶或熱帶的潮濕低地森林，令牠們瀕臨絕種的原因是棲息地的減少。
其种加词“nanus”意为“矮小的”。